# Пиг-Пен (Пийнътс)
Пиг-Пен (Pig-Pen) е герой от поредицата карикатури Фъстъци на Чарлс М. Шулц. За него е характерен облакът от прах и мръсотия, който го следва, където и да отиде. Когато поеме дълбоко въздух, за да пее например, прахът се вдига около него. Понякога величаво го нарича „прахът на древните цивилизации“. Той не може и няма да се измие дори и за много кратък момент, всъщност е единственият от карикатурните герои, който се счита, че може да стане мръсен от ходене по улицата. Независимо от това, в редки случаи той за кратко е чист, което го прави неразпознаваем.
Веднъж, малко след като се е изкъпал и е сложил чисти дрехи, докато Чарли Браун гледа, Пиг-Пен излиза навън и почти мигновено става мръсен и разчорлен и споделя „Знаеш ли какво съм? Аз съм магнит за прах!“ В един момент Пиг-Пен решава, че е важно да има чисти ръце, но докато се опитва да ги измие и мръсотията не пада, осъзнава, че е „стигнал моментът, от който няма връщане“.
За първи път Пиг-Пен се появява на 13 юли 1954. Шулц признава, че съжалява, че Пиг-Пен е станал толкова популярен и в последните години от съществуването на поредицата го използва много рядко.
Също като повечето герои създадени от Чарлс М. Шулц и Пиг-Пен се появява в няколко специални анимационни епизода, като това става за първи път през 1960-те. През 1990-те образът му е използван в рекламите на прахосмукачките Regina, където всичката мръсотия от него е изсмукана от продукта на команията.
Подобен на Пиг-Пен герой, наречен Dog Poo (букв- кучешко ако) има кратко участие в някои епизоди на South Park.